# گوخان گل
گوخان گل (انگلیسی: Gökhan Gül؛ زادهٔ ۱۷ ژوئیهٔ ۱۹۹۸) بازیکن فوتبال اهل آلمان است.
از باشگاه‌هایی که در آن بازی کرده‌است می‌توان به باشگاه فوتبال وهن ویسبادن، باشگاه فوتبال بوخوم، و باشگاه فوتبال فورتونا دوسلدورف اشاره کرد.
وی همچنین در تیم‌های ملی فوتبال Germany national under-16 football team، جوانان آلمان، جوانان آلمان، جوانان آلمان، و زیر ۲۰ سال آلمان بازی کرده‌است.